# Kolbeinn Arnórsson
Kolbeinn Arnórsson (1090-1166) fue un caudillo medieval y goði de Ríp í Hegranesi, Skagafjörður en Islandia. Pertenecía al clan familiar de los Ásbirningar, hijo de Arnór Ásbjörnsson (1058-1121) y nieto de Ásbjörn Arnórsson.
De su relación con Herdís Þorkelsdóttir (n. 1100) tuvo un hijo, Arnór Kolbeinsson (1140 - 1180) quien sería a su vez padre de Staðar-Kolbeinn; tuvo una amante cuyo nombre se desconoce, pero fruto de esa relación nacería Tumi Kolbeinsson, que llegó a ser un influyente caudillo.